# Боане, Анна Карловна
Анна Карловна Боане (в первом браке Кладо, во втором ― Яворовская; 1869—1939) — поэтесса, беллетристка, переводчица.

## Биография
Из дворян французского происхождения. Отец ― инженер-полковник. Окончила Коломенскую гимназию в Петербурге, несколько лет учительствовала в Гатчине. Начальница одного из детских приютов в Петербурге (1898―1999). При поддержке В. П. Буренина опубликовала рассказ «Заблудшая» (1897). С 1898 года постоянный автор «Журнала для всех», в 1907―1908 гг. ― секретарь редакции. Рассказы и статьи Боане, для которых характерны мотивы одиночества, безответной любви, печатались также в журнале «Образование» (1902―1904), «Всходы» (1902―1903, 1906), в журналах «Звезда», «Игрушечка», «Пробуждение», «Солнце России», «Всеобщий журнал литературы и искусства», «Новая жизнь», «Лукоморье», «Баян» и др. В 1905―1906 гг. в газете «Русь» появлялись стихи Боане на гражданские темы; в 1910 году выступала в газете «Студенческая жизнь». Редактор и издатель «Нового журнала для всех» (1914―1916), вокруг которого помимо именитых авторов Боане особенно старалась сплотить талантливую молодёжь, что значительно повысило интерес к журналу. В качестве разовых редакторов стихотворного отдела Боане привлекала А. А. Блока, З. Н. Гиппиус. Редакцию журнала Боане старалась сделать «Во всех отношениях чистоплотной», «своим уголком для писателей, чем-нибудь более дружественным, идейным, душевным, чем коммерческая контора« (из писем Боане Блоку от 22 и 30 декабря 1914 года). Как вспоминал И. А. Оксёнов: «это был своего рода литературный университет», «один из самых живых петербургских кружков».
Боане переводила М. Конопницкую, С. Лагерлёф, А. Грюна и др. После 1917 года от литературной деятельности практически отошла (среди единичных публикаций ― стихотворения в журнале «Сполохи», 1922).
Замужем (в первом браке) за теоретиком русского флота Н. Л. Кладо. В этом браке рождена дочь ― учёный-аэролог, поэтесса и популяризатор науки Т. Н. Кладо.